# Секеровиці
Секеровиці (пол. Siekierowice) — село в Польщі, у гміні Доброшиці Олесницького повіту Нижньосілезького воєводства.
Населення — 393 особи (2011).
У 1975-1998 роках село належало до Вроцлавського воєводства.

## Демографія
Демографічна структура станом на 31 березня 2011 року:
|          | Загалом | Допрацездатний вік | Працездатний вік | Постпрацездатний вік |
| -------- | ------- | ------------------ | ---------------- | -------------------- |
| Чоловіки | 195     | 42                 | 130              | 23                   |
| Жінки    | 198     | 41                 | 117              | 40                   |
| Разом    | 393     | 83                 | 247              | 63                   |